# Smeeth
Smeeth est un village principalement agricole et une paroisse civile, située à 6,4 km à l'est d'Ashford, dans le district d'Ashford dans le Kent, en Angleterre.

## Géographie
Smeeth est un petit village près de Mersham Hatch Park sur l'A20 d'Ashford à Folkestone.
L'église Sainte-Marie-la-Vierge contient des œuvres normandes telles que la porte sud, les arches de la tour et le chœur. Edward Knatchbull-Hugessen, 1er baron Brabourne Edward Knatchbull-Hugessen, 1er baron Brabourne est enterré dans le cimetière.
La ligne de chemin de fer du High Speed 1 reliant le tunnel sous la Manche est à proximité du village. La plupart du développement est résidentiel et situé au nord de l’autoroute. La paroisse a de nombreux cours d’eau donc l’East Stour. Les frontières septentrionales sont contiguës à Brabourne Lees.